# Abraham Valdelomar
Pedro Abraham Valdelomar Pinto (Ica, 27 de abril de 1888-Ayacucho, 3 de noviembre de 1919) fue un escritor, poeta, periodista, dibujante, ensayista y dramaturgo peruano. Es considerado uno de los principales cuentistas del Perú, junto con Julio Ramón Ribeyro.
Nacido en Ica, a temprana edad se trasladó con su familia al puerto de Pisco, donde cursó parte de su educación primaria (1892-1898), culminándola en Chincha (1899). Se trasladó a Lima para cursar su educación secundaria en el Colegio Nuestra Señora de Guadalupe (1900-1904). Luego ingresó a la Facultad de Letras de la Universidad Nacional Mayor de San Marcos. Interrumpió sus estudios para incursionar en el periodismo, así como en la política, como partidario de Guillermo Billinghurst. Fue nombrado director del diario oficial El Peruano y pasó a Italia como secretario de la legación peruana (1913). Tras la caída de Billinghurst retornó al Perú (1914). Se consagró al periodismo y pronto se hizo conocido por su calidad de literato, al publicar sus primeros relatos y poesías en diarios y revistas. Fundó la revista literaria Colónida (1916) y publicó su libro de cuentos El caballero Carmelo (1918), que marcó el inicio de la modernidad en la narrativa peruana. Viajó a diversas ciudades del Perú e incursionó una vez más en la política, siendo elegido diputado al Congreso Regional del Centro (1919), durante el Oncenio de Augusto Leguía. Estando en Ayacucho, sufrió una caída accidental que le provocó la fractura de la columna vertebral, a consecuencia de lo cual falleció cuando apenas contaba con la edad de 31 años.
Valdelomar fue un escritor completo pues abarcó prácticamente todos los géneros literarios conocidos. Sin embargo, lo mejor de su creación ficticia se concentra en el campo de la narrativa cuentística. Sus cuentos se publicaron en revistas y periódicos de la época, y él mismo los organizó en dos libros: El caballero Carmelo (Lima, 1918) y Los hijos del Sol (póstumo, Lima, 1921). En ellos se encuentran los primeros cuentos neocriollos peruanos, de rasgos posmodernistas, que marcaron el punto de partida de la narrativa moderna del Perú. El cuento «El caballero Carmelo», que da nombre a su primer libro de cuentos, es un relato nostálgico ambientado en Pisco, durante su infancia, que versa en torno a una pelea de gallos. Su colección de cuentos Los hijos del Sol, se inspira en el pasado histórico del Perú, remontándose a la época de los incas.
Su poesía también es notable por su evolución del modernismo al postmodernismo, acercándose al vanguardismo. Esta poesía tiene como ejemplos notables a «Tristitia» y «El hermano ausente en la cena de Pascua», los cuales presentan a su autor como un poeta dulce, tierno y profundo, que rememora a sus padres y hermanos con nostalgia hogareña.

## Biografía

### Infancia y adolescencia
Fue el sexto hijo de Anfiloquio Valdelomar Fajardo y de María Carolina de la Asunción Pinto Bardales. Hasta los cuatro años de edad vivió en una pequeña casa en la Calle Arequipa # 286 de su ciudad natal, Ica. Hasta el año 2007 podía apreciarse una placa recordatoria en dicha casa señalando el hecho; lamentablemente, el terremoto de aquel año provocó el derrumbe completo de esta primera casa de Valdelomar.
En 1892 se trasladó con su familia al puerto de Pisco, donde su padre encontró trabajo como empleado de la aduana. Allí empezó sus estudios primarios. Las experiencias de su infancia, vinculada al mar y al campo, influyeron decisivamente en su obra. En 1899 se trasladó a Chincha, donde concluyó su educación primaria.
En 1900 viajó a Lima donde estudió la secundaria en el Colegio Guadalupe, que por entonces tenía su sede en la actual avenida Abancay, colindando con la avenida Nicolás de Piérola y el Parque Universitario. Allí fundó y dirigió, junto con Manuel Augusto Bedoya Lerzundi, un periódico escolar denominado La Idea Guadalupana (1903). Tuvo también por condiscípulos a Felipe Cossío del Pomar, Santiago Antúnez de Mayolo, Eulogio Castillo, Enrique Basadre Pastor, Ciro Napanga, entre otros que después destacaron en el campo de las artes, las letras y las ciencias. En 1904 concluyó sus estudios secundarios y durante unos meses desempeñó el puesto de archivero en la Inspección Municipal de Educación de Chincha.

### Vida universitaria. Primeras publicaciones
En 1905 ingresó a la Facultad de Letras de la Universidad de San Marcos. Sin embargo, dejó las clases al año siguiente para trabajar como dibujante en las revistas Aplausos y silbidos, Monos y Monadas,  Fray K. Bezón, Actualidades, Cinema, Gil Blas y El Fígaro.
Luego dio a luz sus primeras creaciones literarias a través de diarios y revistas. Sus primeros versos, de estilo modernista, los publicó en la revista Contemporáneos (1909); sus primeros cuentos aparecieron en 1910 en las revistas Variedades, Ilustración Peruana y Balnearios.

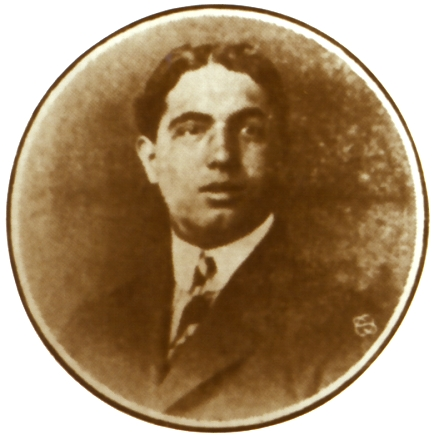
Abraham Valdelomar en 1910.

En abril de 1910 se incorporó al ejército cuando hubo el peligro de una guerra con el Ecuador, durante el primer gobierno de Augusto B. Leguía. A raíz de ello empezó a escribir crónicas para El Diario de Lima, que envió desde la Escuela Militar de Chorrillos bajo el título de «Con la argelina al viento».
En julio de 1910 reanudó sus estudios en la Facultad de Letras de la Universidad Mayor de San Marcos. En agosto emprendió viaje con la llamada Expedición Científica Sanmarquina que recorrió Arequipa, Cuzco y Puno. Su fama literaria se consolidó al año siguiente con dos novelas cortas que dio a la luz: La ciudad muerta y La ciudad de los tísicos, publicadas por entregas en Ilustración Peruana y en Variedades, respectivamente (1911).
Dicha obra temprana (poemas, crónicas periodísticas y cuentos) está marcada por la influencia del modernismo y de Manuel González Prada; en sus novelas cortas se denota la influencia del italiano Gabriele D'Annunzio.

### Partidario de Billinghurst. Viaje a Roma
Una de sus primeras incursiones en la vida política de su país se dio en septiembre de 1911, cuando protestó públicamente, junto con el estudiantado universitario, contra la arbitraria detención de José de la Riva Agüero y Osma, joven como él, pero que ya empezaba a destacar como hombre de letras. Llegó a convertirse en uno de sus grandes amigos. En ese mismo año colaboró para el diario La Opinión Nacional, cuyo director era Andrés Avelino Aramburú Sarrio. Entre sus compañeros redactores figuraban Federico More, Antonio Garland y Zoila Aurora Cáceres.
En 1912 participó entusiastamente en la campaña presidencial a favor de Guillermo Billinghurst, apodado «Pan Grande». En retribución a su apoyo, el gobierno de Billinghurst lo nombró a director del diario oficial El Peruano (cargo que ejerció de 1 de octubre de 1912 a 30 de mayo de 1913).
Los estudiantes billinghuristas lanzaron la candidatura de Valdelomar a la presidencia del Centro Universitario de San Marcos (importante institución estudiantil, antecedente de la Federación de Estudiantes del Perú). Pero no logró el respaldo de los estudiantes limeños, opuestos a la politización de la Universidad. El líder de estos, Alberto Ulloa Sotomayor (hijo de Alberto Ulloa Cisneros), publicó un artículo de protesta en La Prensa. Valdelomar lo consideró difamatorio y retó a Ulloa a un duelo de espada. El duelo finalizó sin mayores consecuencias y sin que ambos rivales lograran reconciliarse. Tiempo después, Ulloa se amistó con Valdelomar y prologó su libro de cuentos El caballero Carmelo. Valdelomar no logró ganar la presidencia del Centro Universitario, por lo que decidió crear otro Centro, claramente político, donde él asumió la presidencia.
Días antes de ese duelo, y por Resolución Suprema N.º 484 de 12 de mayo de 1913, fue nombrado Secretario de Segunda Clase de la Legación Peruana en Italia. Se embarcó el 30 de junio de 1913 en el vapor Ucayali, con destino a Panamá, para luego continuar a Nueva York y enseguida a Roma. Una vez más debió truncar sus estudios universitarios, pero viajó con la intención de retomarlos en Italia (lo que no se concretaría). 

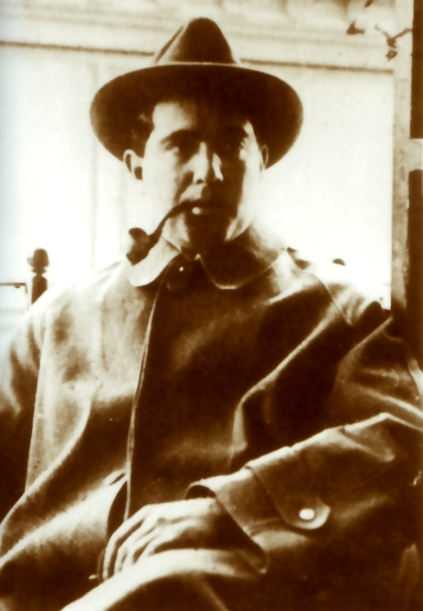
Abraham Valdelomar en Roma, 1914.

Desde Roma escribió para el diario La Nación de Lima sus «Crónicas de Roma». Mantuvo un nutrido intercambio epistolar con su amigo Riva Agüero, en el que se puede ver una mutua admiración y respeto. En Roma escribió también su obra más importante, El caballero Carmelo, cuento con el que ganó el primer premio del concurso literario convocado por el mismo diario La Nación, que lo publicó en su edición del 13 de noviembre de 1913.

### Retorno al Perú. Labor literaria
En febrero de 1914, ocurrido el derrocamiento de Billinghurst por el coronel Oscar R. Benavides, Valdelomar renunció a su cargo diplomático y retornó al Perú. De nuevo en la capital peruana, sufrió una fugaz detención acusado de conspirar contra el gobierno de facto (julio de 1914).
Trabajó luego como secretario personal de Riva Agüero, bajo cuya influencia escribió La mariscala, biografía novelada de Francisca Zubiaga y Bernales (1803-1835), esposa del presidente Agustín Gamarra y figura destacada de la política del Perú de inicios de la República. De dicha obra hizo luego una versión teatral, con el mismo nombre, y en colaboración con José Carlos Mariátegui (1916).
Planeó también editar un libro de Cuentos criollos bajo el título de La aldea encantada, pero nunca llegaría a concretar ese proyecto. Dos de dichos cuentos criollos, aparecieron publicados en el diario La Opinión Nacional: El vuelo de los cóndores y Los ojos de Judas (en julio y octubre de 1914, respectivamente). Estos cuentos se consideran como lo mejor de su obra cuentística, junto con El Caballero Carmelo.
En 1915 empezó a trabajar como secretario del Presidente del Consejo de Ministros del segundo gobierno de José Pardo y Barreda, Enrique de la Riva Agüero (tío de José de la Riva Agüero). Se dedicó de lleno al periodismo y la literatura. Se erigió como un influyente líder de opinión y un portavoz de la modernidad intelectual.

### Labor periodística. El Palais Concert
Valdelomar colaboró sobre todo en el diario La Prensa, donde tuvo a cargo la sección «Palabras», dedicada a la crónica política, desde julio de 1915 hasta 1918. Se hizo popular por sus burlas hacia los políticos de entonces (entre parlamentarios y ministros). Allí fue donde hizo conocido su seudónimo de El Conde de Lemos.
Compuso también los llamados Cuentos chinos, una crítica hacia la dictadura de Óscar R. Benavides en forma de apólogos ambientados en China, que fueron publicados igualmente en La Prensa en 1915 y uno de ellos en la revista Rigoletto en 1916.
También publicó en La Prensa sus «Crónicas frágiles», sobre temas diversos; los «Diálogos máximos», que transmiten conversaciones líricas entre él y su amigo José Carlos Mariátegui representados bajo los nombres de Aristipo y Manlio, respectivamente; la columna «Fuegos fatuos», donde desplegó todo su humorismo e ironía; la columna «Impresiones», donde volcó estampas de paisajes, ambientes y personas; y finalmente sus comentarios sobre la Primera Guerra Mundial (entonces llamada Gran Guerra), aparecidos en 1917 bajo el rótulo de «Al margen del cable».
Ya por entonces llamaba la atención de la gente con su atildada indumentaria, sus públicas improvisaciones poéticas y sus galanterías en confiterías y salones de té, como en el famoso Palais Concert, situado en el jirón de la Unión, cerca a Palacio de Gobierno, lugar que cobijó a la juventud intelectual de la época. Por lo general formaba dúo con su gran amigo José Carlos Mariátegui, seis años menor que él. Algunos le negaron originalidad y lo acusaron de ser imitador del irlandés Oscar Wilde y del italiano D’annunzio.
Pese a esas poses petulantes y escandalosas, Valdelomar seguía siendo en el fondo un hombre humilde, que miraba al mundo con dulzura y gran capacidad de emoción, tal como se denota en varias de sus creaciones literarias. La razón de su actitud arrogante y provocadora, según el mismo lo explicaba, era para que todos, en especial la encopetada alta sociedad limeña, prestaran atención a un escritor provinciano como él, en una época en que los escritores (y menos aun los provincianos) todavía no tenían espacio ni un lugar de respeto en la sociedad.

### El movimiento Colónida

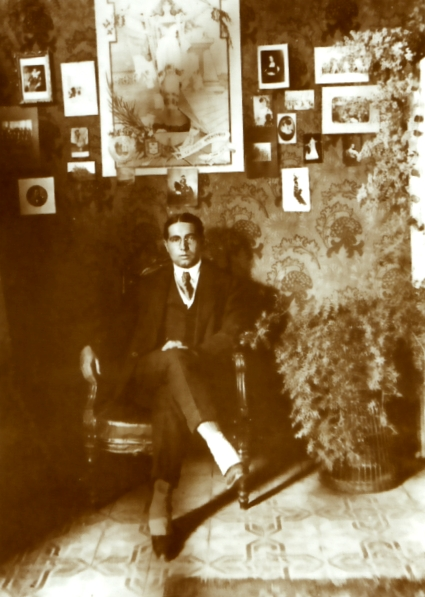
Abraham Valdelomar en su casa de Barranco, 1916.

En 1916 fundó la efímera pero influyente revista literaria Colónida y encabezó el movimiento intelectual del mismo nombre, Movimiento Colónida, que cohesionó a una generación de artistas y escritores en torno a la ruptura con el academicismo hispano y la libre renovación de temas y estilos, convocando a las juventudes provincianas a compartir su empeño y atisbando con simpatía las nuevas tendencias literarias italianas y francesas. Ese mismo año se publicó Las voces múltiples, libro que reunió poemas suyos y de otros autores del movimiento: Pablo Abril de Vivero, Federico More, Alfredo González Prada, Alberto Ulloa Sotomayor, Félix del Valle, Antonio Garland y Hernán Bellido. En él aparecieron los poemas más conocidos de Valdelomar: «Tristitia» y «El hermano ausente en la cena pascual».
En 1917 empezó a publicar en la revista Mundo Limeño la serie de artículos «Decoraciones de ánfora». Obtuvo el premio del concurso de Círculo de Periodistas con su ensayo «La psicología de gallinazo». En la revista Mundo Limeño apareció en dos entregas su novela corta o cuento largo: Yerba santa, así como el cuento: Hebaristo, el sauce que murió de amor. Escribió también su tragedia Verdolaga, de la que solo conservamos fragmentos.
En enero de 1918 tuvo un altercado con el director de La Prensa, Glicerio Tassara, a raíz de que este entregara su columna «Palabras» a otro redactor, aprovechando que Valdelomar se hallaba ausente de la capital. Valdelomar reclamó, pero recibió una respuesta que consideró ofensiva, por lo que retó a duelo a Tassara. Ello no se concretó, pues finalmente Valdelomar consideró satisfactorias las explicaciones dadas por Tassara. De todos modos, acabó renunciando a La Prensa.
En abril de 1918 salió a la luz su colección de cuentos El caballero Carmelo (encabezada por el cuento del mismo nombre con que ganó el concurso de 1913). En ese mismo año publicó su ensayo sobre estética con meditaciones taurinas: Belmonte, el trágico.

### Gira por el Perú
En 1918, Valdelomar decidió realizar una gira por todo el país para dictar conferencias. Su propósito era la divulgación cultural, así como tomar conocimiento de la realidad de las provincias y luego divulgarlas en la capital. De mayo a noviembre de 1918 viajó por el norte del país, recorriendo Trujillo, Cajamarca, Chiclayo, Piura y otras ciudades. Sus conferencias, expresadas en un lenguaje primoroso, preciso y estético, tuvieron gran acogida.
El éxito de su gira norteña motivó a Valdelomar dirigirse al sur con el mismo fin. Recorrió los departamentos de Arequipa, Puno, Cuzco, Moquegua e Ica, entre febrero y agosto de 1919.
De regreso a su tierra natal fue aclamado unánimemente por la población iqueña, y a instigación de ella, lanzó su candidatura a diputado por Ica ante el Congreso Regional del Centro. Estaba entonces nuevamente en el poder el señor Augusto B. Leguía, luego del golpe de Estado que perpetró el 4 de julio de 1919. Valdelomar se presentó como candidato del leguiísmo y su triunfo fue proclamado el 5 de septiembre de 1919.

### Fallecimiento
El Congreso Regional del Centro decidió instalarse en la ciudad de Ayacucho, por lo que Valdelomar y los demás diputados debieron marchar hacia dicha ciudad. Culminada la ceremonia de instalación del Congreso, el 1 de noviembre de 1919, los diputados regionales fueron invitados a una cena de agasajo, que se realizó en la segunda planta del Hotel Bolognesi (que era una vieja casona colonial). Transcurrido un rato, Abraham, que se veía algo nervioso e inquieto, pidió permiso para retirarse. Era ya de noche. En medio de la oscuridad, se aventuró a bajar por una empinada escalera de piedra, pero resbaló (o perdió el equilibrio), cayendo desde una altura de varios metros hasta dar de espalda sobre un montículo de piedras. Como consecuencia de ello sufrió una fractura de la espina dorsal, cerca de las vértebras lumbares, la cual, luego de dos días de penosa agonía, le causaron la muerte el 3 de noviembre de 1919, a las dos y media de la tarde. Apenas contaba con 31 años de edad.
Su ataúd conteniendo su cadáver fue trasladado desde Ayacucho hasta Huancayo sobre los hombros de 16 cargadores indígenas ayacuchanos. De Huancayo, los restos del escritor fueron llevados en tren hasta Lima, donde fueron inhumados en el Cementerio Presbítero Matías Maestro, no en un nicho, sino en la tierra misma, tal como había sido su deseo. Ilustres personalidades, familiares, amigos y discípulos del escritor le despidieron dedicándole discursos y composiciones (16 de diciembre del mismo año).

### Una leyenda sobre su muerte
Una versión escandalosa sobre la muerte de Valdelomar circuló poco después, asegurando que el escritor había fallecido al caer dentro de un profundo silo u hoyo de excrementos humanos. Esa versión —cuyo origen no se ha podido precisar— posiblemente fue difundida por los enemigos del escritor, y tuvo tanta acogida que hasta un escritor del nivel de Alberto Hidalgo la asumió como verdadera. Hasta hoy día muchos educadores difunden dicha versión en el Perú, aun cuando diversos testimonios de personas que estuvieron cerca del fatídico suceso concuerdan unánimemente que el escritor cayó desde lo alto de una escalera sobre un montículo de piedras, lo que le produjo la fatal rotura de la columna vertebral.
Asimismo, se sabe que la razón por la que Valdelomar bajó apresuradamente por la escalera en medio de la oscuridad, fue su deseo urgente de aplicarse una inyección de morfina, según los testimonios recogidos por Luis Alberto Sánchez.

## Personalidad

### El Conde de Lemos
Abraham Valdelomar solía firmar sus artículos periodísticos con el seudónimo de El Conde de Lemos. Pero ello no era un escondite, pues todos los lectores sabían quién estaba detrás de ese aristocrático apelativo. Se cree que lo usó para provocar a la alta clase limeña, ya que, a pesar de ser él un zambo o mestizo de modesto origen, no tenía reparos en presumir de un título nobiliario, aunque en realidad no lo tuviera. Al mismo tiempo sería un homenaje a la Lima antigua, a la Lima de los Virreyes, a la que Valdelomar evoca en algunas de sus obras con nostalgia. No faltó algún despistado que, al no entender ese simbolismo, se esforzara en querer demostrar a Valdelomar que no descendía del verdadero Conde de Lemos, que fue Virrey del Perú entre 1667 y 1672. 
Miguel Manuel del Priego, en su notable biografía del escritor, que precisamente se titula Valdelomar, el conde plebeyo (Lima, 2000), ha explicado con sentida emoción la verdadera nobleza de Valdelomar:

«Procedía Valdelomar de una familia de clase media y no tenía título nobiliario alguno, pero lo distinguió su nobleza real, no debida al linaje sino a los propios méritos, según la idea cervantina ‘cada uno es hijo de sus obras’. Al margen de las poses y los desplantes que gastaba para llamar la atención, era un hombre sencillo, bueno y generoso, identificado con el pueblo y poseía auténtica aristocracia espiritual.»

En cambio, sus enemigos o detractores lo apodaron "Zambo Caucato", aludiendo a su fisonomía de zambo o de mestizo de negro, indígena y español (es una terminología racista que se originó en la época colonial y que se sigue usando hasta ahora), y lo de Caucato en alusión a la más importante hacienda situada entre Pisco e Ica, ciudad esta última en donde nació Valdelomar. Aunque ya con más respeto, Valdelomar fue también apodado por sus amigos como El Joven Caucato.

### El Dandi

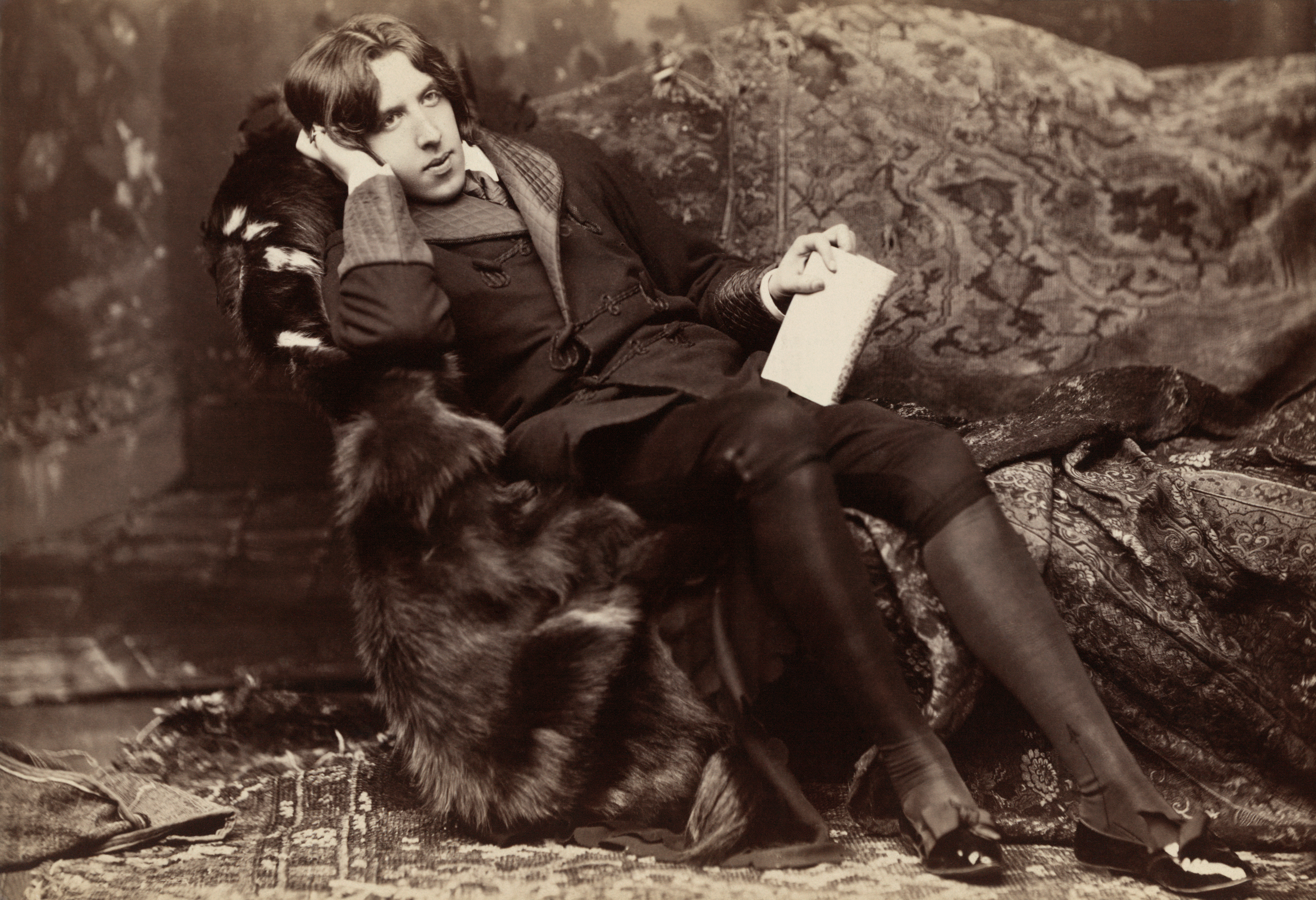
El modelo de Valdelomar como dandi habría sido el escritor británico Oscar Wilde. Fotografía de Napoleon Sarony, 1882.

Valdelomar quiso ser un dandi a la manera de Oscar Wilde, el escritor británico. Un dandi es una persona muy refinada en sus modales y en su vestir. Pero Valdelomar nunca usó el seudónimo de El Dandy, ni tampoco fue su apodo. Esta creencia deriva de un documental dirigido por Alejandro Guerrero para la televisión peruana, titulado «Abraham Valdelomar, el Dandy» (de la serie «Hombres de Bronce»).
Para ser un dandi había que vestir con extremada elegancia y buen tono, usar monóculo, ser despectivo con los poderosos, rechazar la vulgaridad, ser levemente sofisticado y equívoco, si no francamente gay, y sobre todo, admirarse a sí mismo. Valdelomar terminó su aprendizaje de dandi en Roma y regresó al Perú «usando quevedos con cinta bicolor, guantes, escarpines, camisa de flotante cuello, cinismo, insolencia y siempre una irrestañable ternura, esa ternura que le bañaba como un agua lustral.»

### Presunta homosexualidad
Sobre la supuesta homosexualidad de Valdelomar, Luis Alberto Sánchez creyó haber encontrado indicios muy convincentes, al investigar una relación que el escritor tuvo con Artemio Pacheco, un joven o «efebo» que ofició de secretario y administrador económico durante la gira que hizo Valdelomar por el sur del Perú entre 1918 y 1919. Hay que tener en cuenta que Valdelomar cobraba por sus conferencias y según él mismo lo declaró, solo en su gira por el norte del Perú ganó unos nueve mil soles.

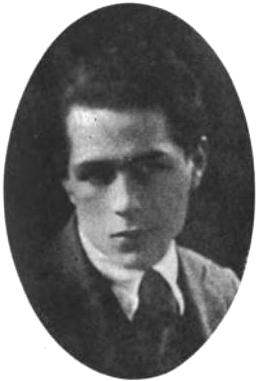
Artemio Pacheco, secretario y administrador de los ingresos de Valdelomar. Luego haría carrera de periodista. Fotografía reproducida en la revista Mundial, 1922.

Artemio Pacheco es descrito por Sánchez como «un muchacho con habilidades de negociante, capataz de taquillas, de ojos azules y fríos como hoja de espada; de mentón afilado; rizos castaños; sonrisa de equívoco ángel; delgado como un pez, sutil como un chino, y además dado al opio».
Este mismo Artemio estuvo también al lado de Valdelomar en sus últimos instantes de su vida; él era quien portaba siempre el maletín del escritor que contenía morfina y otras drogas recreativas que se encargaba de aplicar a Valdelomar cuando este sentía necesidad de ellas.
Una presunta prueba mencionada por Sánchez sería el hallazgo de un poema valdelomariano titulado «Elegía», que alude inequívocamente a una persona amada de sexo masculino, con versos muy elocuentes como los siguientes:

Gracias, señor, por haber escuchado
mi angustiosa plegaria, mi súplica cordial;
gracias, Señor, porque tengo sus húmedos labios
en mi ancha boca ardiente, sabiamente sensual;
gracias por su mirada, su tierna mirada anhelosa, doliente mirada de tierno cordero pascual...

Este poema, escrito a lápiz en 1919, habría sido dedicado por Valdelomar a Artemio Pacheco, el cual, luego de la muerte del escritor, cedió el manuscrito a Luis Alberto Sánchez, quien lo dio a la luz en 1966, en un opúsculo titulado: Valdelomar ¿mal estudiante? y un poema inédito.
Alberto Hidalgo describe también de manera muy sugestiva el amaneramiento de Valdelomar, sus cuidados estéticos corporales, su voz de tiple y su manera ondulante al caminar.

### Las mujeres amadas
Tenemos, sin embargo, más información de los amores heterosexuales de Valdelomar, que de su supuesta homosexualidad.
La primera de sus amadas, Rosa Gamarra Hernández, era hermana de uno de sus compañeros universitarios, y quien, a decir de Sánchez, «poseía una belleza delicada, casi etérea». Rosa falleció prematuramente a los 20 años de edad, antes de que el escritor partiera hacia Italia. A ella Valdelomar le dedicó el poema «In Memoriam» fechado el 13 de marzo de 1913.
Asimismo, en unas cartas remitidas a Enrique Bustamante y Ballivián (1914), Valdelomar menciona con afecto a una tal Angélica B., que sería Angélica Badham, lamentándose haber sido muy cruel con ella, lo que da a entender un amor que él no supo corresponder debidamente.
Luego, ya de retorno al Perú, Valdelomar inició un noviazgo con Consuelo Silva Rodríguez, una mujer de elevada educación que había estudiado en París. Dicho noviazgo empezó en 1916 y terminó con la muerte del escritor en 1919. Sin embargo, a decir de Luis Alberto Sánchez, este amorío habría sido solo una «pasión intelectual».
Con otras mujeres, Valdelomar habría tenido solo amores platónicos, como fue el caso prematuro de la niña gimnasta mencionado en su cuento El vuelo de los cóndores. De lo que no hay dudas, es que su más grande, constante y auténtico amor hacia una mujer se lo dedicó a su madre, Consuelo Pinto de Valdelomar, tal como consta en sus escritos.

## Características de su obra

### Posmodernismo

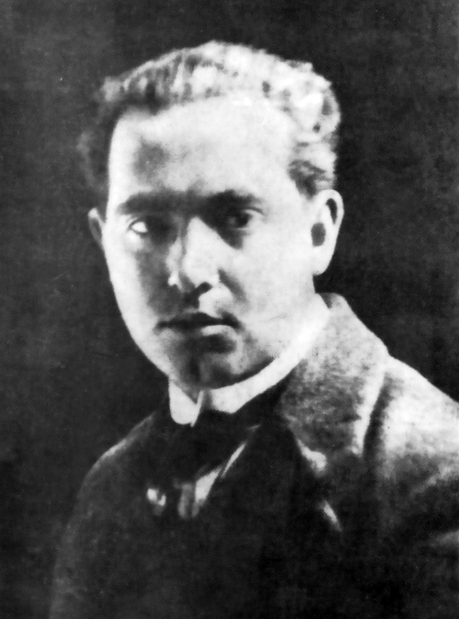
Abraham Valdelomar.

Si bien Valdelomar empieza circunscrito en el modernismo, tal como se vislumbra en sus primeros poemas, su elitismo y su inquietud por abrirse a nuevos temas lo hacen un modernista terminal o un postmodernista. Aquí es necesario precisar que tradicionalmente el modernismo ha sido dividido en tres etapas: 
- Premodernismo
- Apogeo o Modernismo propiamente dicho, y
- Postmodernismo.

El Postmodernismo vendría a ser pues la última fase del Modernismo. 
Las características del Postmodernismo son:
- El retorno a la realidad inmediata. Los escritores postmodernistas renegaron del exotismo y los temas fantásticos propios de la literatura modernista. Buscaron recuperar la emoción por las cosas humildes y simples de la vida cotidiana y retornaron, en muchos casos, a la literatura confidencial e intimista.

- El sencillismo y la depuración de las formas de la expresión artística. Frente al refinamiento del lenguaje modernista, los escritores postmodernistas depuran el lenguaje poético de los elementos decorativos y optan por una forma de expresión cada vez más clara y sencilla. Sin embargo se conservó por largo tiempo el gusto por la musicalidad en el verso y la utilización de imágenes sensoriales.

Los evidentes rasgos postmodernistas de los cuentos criollos (como «El caballero Carmelo») y los poemas familiares de Valdelomar («Tristitia», «El hermano ausente de la cena de Pascua»), favorecen incluir al escritor dentro del postmodernismo. Aunque hay que señalar que el movimiento o grupo que lideró, llamado Colónida, presenta facetas que tanto lo acercan como lo separan del modernismo, por la misma razón de la heterogeneidad de las posiciones asumidas por sus miembros. Colónida representa en realidad una etapa de transición de la literatura peruana donde convergieron las fuerzas tradicionales y las de renovación.

### Cuentos
Dentro de la cuentística valdelomariana, destacan dos tipos de cuentos: los cuentos criollos y los cuentos incaicos.
Los cuentos criollos reproducen el modo de vida y la sensibilidad del habitante de la costa peruana, denominados criollos. El más celebrado de ellos es El caballero Carmelo, donde a través de un relato lleno de ternura nos cuenta una triste historia de su niñez, en torno a un gallo de pelea, muy querido por él y sus hermanos. El crítico Armando Zubizarreta fue el primero en definirlo como cuento criollo, considerándolo como el nacimiento de una literatura verdaderamente nacional. Otros cuentos notables son Los ojos de Judas y El vuelo de los cóndores, verdaderas obras maestras, donde el autor rememora igualmente episodios de su vida infantil en Pisco, tanto dentro del entorno hogareño, como con la presencia de otros personajes y situaciones. Algunos críticos destacan su cuento Hebaristo, el sauce que murió de amor, que contiene una singular dosis de humorismo.
Los cuentos incaicos se inspiran en la historia y las leyendas de los incas. De ellos, los más reproducidos en las antologías son El alma de la quena, El camino hacia el Sol, Los hermanos Ayar y El alfarero. Están impregnadas de retórica grandilocuente y de idealización del pasado prehispánico, al estilo romántico y modernista.

### Novelas cortas
La novela corta fue un género que Valdelomar cultivó desde su adolescencia, según su propio testimonio, siendo su primera obra Yerba santa (aunque publicada en 1917), que podría considerarse precursora de su narrativa criolla, aunque contenga más rasgos del Romanticismo. Otras dos novelas, La ciudad muerta y La ciudad de los tísicos (1911), son de estilo modernista decadente; a decir de Luis Alberto Sánchez, no son lo más representativo de su narrativa. Valdelomar anunció también una novela de más alcance, titulada El extraño caso del señor Huamán, la cual se acerca al vanguardismo, pero de ella solo se conservan fragmentos.

### Poesía
La poesía valdelomariana, aunque sin llegar al nivel de su cuentística, fue también importante para el desarrollo de la literatura peruana, especialmente por su aporte al postmodernismo. Si bien Valdelomar comenzó con fallidos intentos poéticos bajo el influjo romántico y modernista, después compuso destacables poesías que se pueden circunscribir dentro del simbolismo, y otras cercanas al vanguardismo (como «Luna Park» y «Nocturno»). Y finalmente se consolidó con sus poemas más elaborados que evocan de manera sencilla el hogar, la infancia y la aldea, en la misma línea de sus cuentos criollos, ya plenamente dentro del postmodernismo. De esos poemas destacan «Tristitia» y «El hermano ausente de la cena de Pascua». Esta poesía es de una sensibilidad lírica extraordinaria que tiene como máxima expresión la de ser un vuelco hacia su interioridad, aunque una interioridad directamente conectada con la realidad.

### Su relación con César Vallejo
Una anécdota cuenta que, cierto día, un joven poeta trujillano se acercó a Valdelomar para saludarlo. Y que, una vez aceptada la reverencia, Valdelomar le dijo: «Puede usted irse a su tierra diciendo que tuvo el honor de estrechar la mano de Abraham Valdelomar». Se ha querido identificar a ese joven poeta con César Vallejo (que en realidad era de Santiago de Chuco), pero no hay ninguna prueba que lo avale.
Lo cierto es que, desde el primer momento en que se conocieron ambos genios, hubo siempre una mutua admiración. Y todo indica que Vallejo recibió influencia de la poesía valdelomariana, sobre todo en su poesía inicial condensada en Los Heraldos Negros, y en especial la sección «Las canciones del hogar», en que el tema familiar, asumido con amorosa filiación a la vez de hijo y hermano, emparenta estrechamente su poética con la de Valdelomar.
De hecho Vallejo admiraba vivamente a Valdelomar, que era cuatro años mayor que él, al punto de que lo entrevistó cuando llegó a Lima e incluso le pidió que prologara Los Heraldos Negros, a lo que Valdelomar accedió, pero desgraciadamente no pudo cumplir. No obstante, fue a través de la prensa que Valdelomar aplaudió la obra de Vallejo y profetizó su grandeza con estas palabras:

Hermano en el dolor y en la Belleza, hermano en Dios. Hay en tu espíritu la chispa divina de los elegidos. Eres un gran artista, un hombre sincero y bueno, un niño lleno de dolor, de tristeza, de sombra y de esperanza... Tu espíritu, donde anida la chispa de Dios será inmortal, procura dar otras obras y vivirá radiante en la gloria, por los siglos de los siglos. Amén.
«La génesis de un gran poeta». Revista Sudamérica, Lima, año I, número 11, 2 de marzo de 1918

## Producción literaria

### Novelas cortas
- 1911 — La ciudad muerta
- 1911 — La ciudad de los tísicos
- 1917 — Yerba Santa

### Cuentos
Valdelomar reunió sus cuentos criollos en un proyecto de libro titulado La aldea encantada (1914), el cual no llegó a publicarse. Luego dichos cuentos formaron parte de su libro antológico El caballero Carmelo (Lima, 1918). Un segundo libro suyo de cuentos, Los hijos del Sol, inspirado en el pasado incaico, fue publicado después de su muerte (Lima, 1921).
Todos los cuentos reunidos en dichos libros, sumados a otros recopilados de periódicos y revistas, se pueden organizar, siguiendo las denominaciones dadas por el mismo autor, de la siguiente manera:
| - Cuentos criollos: - El caballero Carmelo, primer premio del concurso literario del diario La Nación de Lima (1913). - Los ojos de Judas - El vuelo de los cóndores - El buque negro - Yerba santa - La paraca - Hebaristo, el sauce que murió de amor - Cuentos exóticos: - El palacio de hielo - La virgen de cera - Cuento cinematográfico: - El beso de Evans - Cuentos yanquis: - El círculo de la muerte (cuya primera versión se titulaba El suicidio de Richard Tennyson) - Tres senas, dos ases - Cuentos chinos: - Las vísceras del superior o sea La historia de la poca vergüenza - El hediondo pozo siniestro o sea La historia del Gran Consejo de Siké" - El peligro sentimental o La causa de la ruina de Siké - Los Chin-Fu-Ton o sea La historia de los hambrientos desalmados - Whong-Fau-Sang o sea La torva enfermedad tenebrosa | - Cuentos humorísticos: - La tragedia en una redoma - La historia de una vida documentada y trunca - La ciudad sentimental. Un cuento, un perro y un salto - Breve historia veraz de un pericote - Mi amigo tenía frío y yo tenía un abrigo cáscara de nuez - Almas prestadas. Heliodoro, el reloj, mi nuevo amigo. - Cuentos incaicos: - Los hermanos Ayar - El alma de la quena - El alfarero (Sañu-Camayok) - El pastor y el rebaño de nieve - Los ojos de los reyes, cuya primera versión se titulaba Chaymanta Huayñuy (Más allá de la muerte). - Chaymanta Huayñuy, cuya primera versión se titulaba El hombre maldito - El cantor errante - El camino hacia el Sol - Cuentos fantásticos: - El hipocampo de oro - Finis desolatrix veritae |

### Poesía
La poesía valdelomariana, dispersa en diarios y revistas, ha sido recogida en recopilaciones hechas después del fallecimiento del autor. En vida, este publicó diez de sus composiciones poéticas en el libro antológico Las voces múltiples (Lima, 1916).
A continuación, una lista de sus composiciones poéticas en orden cronológico:
| - 1909 — Ha vivido mi alma... - 1909 — Los pensadores vencidos… - 1910 — La ofrenda de Odhar… - 1910 — Los violines húngaros - 1910 — La tribu de Korsabad - 1910 — Brindis - 1910 — La gran hora - 1910 — Las últimas tardes - 1911 — La torre de marfil - 1911 — Tríptico: - La evocación de las abuelas - Evocación de la ciudad muerta - Evocación de las granadas - ¿1913? — Íntima - 1913 — In memoriam (a Rosa Gamarra Hernández) - ¿1913? — Diario íntimo - 1913 — La viajera desconocida - 1913 — El hermano ausente en la cena de pascua - ¿1913? — El conjuro - 1913 — Luna Park - ¿1914? — Corazón… - 1914 — Desolatrix (La cruz abre sus brazos sobre el pecho del muerto…) - ¿1915? — El árbol del cementerio - 1915 — De regreso - 1915 — El Ministro de Gobernación - 1915 — Liquidación nacional - 1915 — El de Huaraz - 1915 — Desolatrix (Un álbum… Una dama que entre los folios tersos…) - 1916 — Nocturno - ¿1916? — Optimismo | - 1916 — Crepúsculo - 1916 — Tristitia - 1916 — Fugaz - 1916 — Confiteor - ¿1916? — Abre el pozo… - 1916 — La casa familiar - 1916 — Ritornello - ¿1916? — Cobardía - ¿1916? — En la Quinta del virrey Amat - ¿1916? — ¡Vosotros sois felices!... - 1916 — [Tu cuerpo en once módulos…] - 1916 — Loa máxima a Andrés Dalmau - 1916 — A Tórtola Valencia (en colaboración con José Carlos Mariátegui y Alberto Hidalgo) - 1917 — Epistolae Liricae ad electum poetam juvenem - 1917 — Ofertorio - 1917 — La ciudad de los tísicos - 1917 — Ofrenda - 1918 — L’enfant - 1918 — Yo, pecador - ¿1918? — Con inseguro paso - 1918 — Ángelus - 1918 — Angustia - 1918 — [Mientras tanto, caminemos por la escapada senda…] - 1918 — [Vengo hacia ti…] - 1918 — La danza de las horas - 1919 — Blanca la novia - ¿1919? — Vamos al campo… - 1919 — En mi dolor pusistéis - 1919 — Elegía |

### Prosa poética
- 1918 — Tríptico heroico:
  - Oración a la bandera
  - Invocación a la patria
  - Oración a San Martín

### Teatro
- 1911 — El vuelo (drama en dos actos inspirado en el vuelo fatídico de Carlos Tenaud, pionero de la aviación peruana. Se conservan solo fragmentos).
- 1916 — La mariscala (drama en verso, en 6 jornadas, escrita en colaboración con José Carlos Mariátegui)
- 1917 — Verdolaga (tragedia pastoril en 3 actos de la que solo se conservan fragmentos)
- ¿? — Palabras (tragedia modernista y alegórica en 1 acto)

### Ensayos
- 1915 — La psicología de las tortugas
- 1916 — Ensayo sobre la caricatura
- 1916 — El estómago de la Ciudad de los Reyes
- 1916 — Psicología del cerdo agonizante
- 1917 — Literatura de manicomio
- 1917 — Valores fundamentales de la danza. Primer Premio del Ateneo de Lima — Concurso del Círculo de Periodistas, 1917.
- 1917 — Ensayo sobre la psicología del gallinazo. Primer Premio, Presidente de la República — Concurso del Círculo de Periodistas, 1917.
- 1918 — Belmonte, el trágico. Ensayo de una estética futura a través del arte nuevo (libro de ensayos).

### Crónicas y reportajes
- 1910 — Hacia el trono del sol
- 1910 — Con la argelina al viento (Medalla de la Municipalidad de Lima, 1911).
- 1913 — Crónicas de Roma
- 1915 — Reportaje al Señor de los Milagros

### Narraciones y crónicas históricas
- 1917 — El sueño de San Martín
- 1918 — Los amores de Pizarro

### Biografía
- 1915 — La mariscala (biografía de Francisca Zubiaga de Gamarra)

A todas ellas habría que agregar otras obras que Valdelomar anunció publicar pero que no salieron a la luz o quedaron inconclusas:
- Neuronas, un libro de aforismos filosóficos, del cual solo se ha rescatado una parte.
- Decoraciones de ánfora, libro de crónicas.
- Fuegos fatuos, libro de ensayos de humor.
- El extraño caso del señor Huamán, novela corta o cuento largo, inconclusa.

### Ediciones de obras completas
- Obras. Textos y dibujos. Compilación a cargo de Willy Pinto Gamboa. Prólogo de Luis Alberto Sánchez. Bibliografía de Luis Fabio Xamar y Willy Pinto Gamboa. A modo de Apéndice, contiene el Epistolario de Valdelomar, reunido y anotado por Ricardo Silva-Santisteban. Lima, Editorial Pizarro, 1979; 913 pp.[107]
- Valdelomar / Obras. Tomos I y II. Edición y prólogo de Luis Alberto Sánchez. Lima, Ediciones Edubanco, 1988; 795 pp.
- Abraham Valdelomar. Obras Completas. Tomos I, II, III y IV. Edición, prólogo, cronología y notas de Ricardo Silva-Santisteban. Lima, Ediciones Copé-Petroperú, 2001; 2648 pp.[108]